# Frederik Nielsen
Frederik Løchte Nielsen (Kongens Lyngby, 27 agosto 1983) è un allenatore di tennis ed ex tennista danese, vincitore del torneo di doppio di Wimbledon 2012.
Specialista del doppio, ha vinto altri due tornei del circuito maggiore e il suo miglior ranking ATP è stato il 17º posto dell'aprile 2013.

## Biografia
È il nipote di Kurt Nielsen, l'unico tennista danese ad aver mai raggiunto la finale di un torneo dello Slam in singolare.

Oltre al danese parla correttamente l'inglese, il tedesco, lo svedese e il norvegese. Ha un fratello di nome Sebastian.

## Carriera
Inizia a giocare a tennis all'età di cinque anni e dal 1991 viene allenato da John Larsen. Alla sua prima apparizione tra i professionisti, viene eliminato nelle qualificazioni del Copenaghen Open 2001, torneo del circuito maggiore. L'anno successivo gioca alcuni tornei nel circuito ITF e nei circuiti satelliti e vince i suoi primi incontri. Dal 2003 gioca con continuità nel circuito ITF e a febbraio esordisce con una sconfitta nel tabellone principale di un torneo ATP, di nuovo al Copenaghen Open. Ad aprile debutta nella squadra danese di Coppa Davis superando Malek Jaziri nella sfida vinta 4-1 contro la Tunisia. A novembre alza il primo trofeo da professionista vincendo il singolare all'ITF Futures Vietnam F1 di Hanoi. Il primo titolo in doppio arriva nel gennaio 2004 al Germany F3 di Oberhaching in coppia con Rasmus Norby. Quella stagione fa il suo esordio in doppio in un torneo delle ATP Challenger Series e dimostra di essere più competitivo in doppio vincendo altri quattro tornei ITF.
Nel gennaio 2005 disputa la prima finale Challenger in doppio a Wrexham, e in coppia con Tuomas Ketola viene sconfitto da Mark Hilton / Jonathan Marray. Dopo aver vinto 5 titoli ITF in singolare e tredici in doppio, nel novembre 2006 vince il primo torneo Challenger a Rimouski in coppia con Kristian Pless. Si ripete tre settimane dopo vincendo lo Shrewsbury Challenger assieme a Philipp Marx, e a fine torneo entra per la prima volta nella top 200 del ranking. L'anno successivo fa la sua prima esperienza nei tornei del Grande Slam uscendo al turno decisivo delle qualificazioni in singolare a Wimbledon, vince inoltre tre titoli Challenger in doppio e si spinge fino alla 146ª posizione mondiale.
Vince altri due Challenger in doppio nel 2008 e sale alla 130ª, mentre a luglio disputa la prima finale Challenger in singolare a Dublino e viene sconfitto da Robert Smeets. Nei due anni successivi non compie sostanziali progressi in classifica, mentre nel 2011 domina la stagione Challenger in doppio raggiungendo otto finali e vince quelle di Numea, Bergamo, Monza, Recanati e Segovia. Ad agosto entra nella top 100 e il mese dopo giunge alla 91ª posizione mondiale.
Agli Australian Open 2012 esordisce in un tabellone del Grande Slam in singolare, dopo aver superato le qualificazioni, e in doppio, per diritto di classifica, ed esce al primo turno in entrambi i tornei. In quella che sarà la sua unica apparizione nei tornei del Grande Slam in singolare, raccoglie solo sette giochi contro il nº 32 del mondo Kevin Anderson. Desta sensazione al torneo di doppio a Wimbledon dove, in coppia con Jonathan Marray conquista il titolo più prestigioso in carriera. In semifinale eliminano in quattro set i fuoriclasse Bob e Mike Bryan e si aggiudicano il titolo sconfiggendo Robert Lindstedt / Horia Tecău con il punteggio di 4-6, 6-4, 7-6, 6-7, 6-3. Il trionfo gli vale la 24ª posizione mondiale. A settembre disputa un'altra finale del circuito maggiore a Metz, e in coppia con Johan Brunström perde in due set contro Nicolas Mahut / Édouard Roger-Vasselin. La grande stagione viene incoronata con la sua prima partecipazione al prestigioso Masters di fine anno, di nuovo con Marray si qualifica alla semifinale con i successi su Mahesh Bhupathi / Rohan Bopanna e Max Mirnyi / Daniel Nestor, e vengono eliminati da Marcel Granollers / Marc Lopez. Chiude la stagione con il nuovo miglior ranking al 21º posto.
Inizia il 2013 disputando una nuova finale ATP con Johan Brunström all'Auckland Open e cedono in due set a Colin Fleming / Bruno Soares. I quarti di finale raggiunti al Miami Open con Grigor Dimitrov lo proiettano al 17º posto mondiale, che rimarrà il miglior ranking in carriera. Nel periodo che segue disputa due semifinali ATP, a Düsseldorf con Andre Sa e a Eastbourne con Marcin Matkowski. Scende al 36º posto dopo la sconfitta al secondo turno a Wimbledon, e viene eliminato al secondo turno anche al Roland Garros e agli US Open. Chiude la stagione al 60º posto ATP.
All'esordio stagionale del 2014 vince il torneo ATP di Chennai con Brunström, battendo in finale Marin Draganja / Mate Pavić per 6-2, 4-6, [10-7]. Continua comunque a scendere in classifica e ritorna a giocare nei tornei minori con alcune apparizioni nei tornei ATP, tra cui quello di Düsseldorf, dove arriva in semifinale. Esce dalla top 100 per alcune settimane e vi fa rientro a novembre vincendo il torneo di Charlottesville, nel suo primo titolo Challenger dopo quasi tre anni. Esce di nuovo dalla top 100 a inizio 2015, non gioca per buona parte della stagione primaverile e ad aprile esce anche dalla top 200. Inizia a risalire con il terzo turno raggiunto a Wimbledon, nel finale di stagione vince quattro tornei Challenger con Brunström e finisce il 2015 a ridosso della top 100.
Continua la risalita nella prima parte del 2016 con tre finali Challenger e vincendone una. A giugno vince il suo 14º e ultimo titolo ITF in singolare, che chiude senza aver mai vinto tornei Challenger né ATP. In una delle rare apparizioni stagionali nel circuito maggiore, arriva in semifinale in doppio al Rosmalen Open e si viene a trovare in 70ª posizione. Gioca poco e non consegue risultati di rilievo nel finale di stagione. Anche nel 2017 gioca pochi tornei, vince un solo titolo Challenger e a settembre resta per una settimana fuori dalla top 300. Torna a giocare con regolarità nel 2018, nell'arco della stagione vince cinque delle sei finali Challenger disputate e soprattutto torna protagonista a Wimbledon raggiungendo la finale in coppia con Joe Salisbury. Eliminano tra gli altri i top 20 Juan Sebastian Cabal e Robert Farah e vengono eliminati al quarto set da Raven Klaasen / Michael Venus, risultato con cui risale al 64º posto mondiale. Chiude la stagione al 58º con il successo al Knoxville Challenger.
Il 2019 è un'altra stagione positiva per Nielsen, dopo alcuni anni gioca quasi esclusivamente nel circuito maggiore e per la prima volta raggiunge il terzo turno sia agli Australian Open che al Roland Garros. Ad aprile perde la finale all'ATP del Grand Prix Hassan II in coppia con Matwé Middelkoop, sconfitti in due set da Jürgen Melzer / Franko Škugor. Il mese successivo si aggiudica il titolo agli Internazionali di Baviera assieme a Tim Pütz, sconfiggendo in finale Marcelo Demoliner / Divij Sharan per 6-4, 6-2. Sarà il suo ultimo titolo nel circuito maggiore e gli vale il ritorno al 34º posto mondiale. Perde diverse posizioni con l'eliminazione al terzo turno a Wimbledon. Sconfitto in semifinale all'Austrian Open Kitzbühel in coppia con Pütz, assieme al quale a novembre arrivano anche gli ultimi titoli in carriera con le vittorie nei Challenger di Bratislava e di Helsinki.
Anche nel 2020 gioca soprattutto nel circuito ATP, e nei primi due mesi disputa due semifinali con Pütz a Doha e a Marsiglia. Dopo la lunga pausa del tennis a causa della pandemia di COVID-19 ha inizio un periodo negativo interrotto solo al Roland Garros, dove raggiunge per la prima volta i quarti di finale, e chiude la stagione al 55º posto. Nella maggior parte dei tornei della stagione 2021 esce al primo turno. Raggiunge per la prima volta il terzo turno in un Challenger a settembre e a novembre disputa la sua ultima finale in carriera al Charlottesville Men's Pro Challenger, persa in coppia con Treat Huey contro William Blumberg / Max Schnur. Il 2022 è la sua ultima stagione e gioca nel circuito ATP solo tre tornei australiani di inizio anno. Vince il suo ultimo incontro del circuito agli Australian Open 2022 per ritiro degli avversari ed esce di scena al secondo turno. Gli ultimi impegni della carriera sono in Coppa Davis, a marzo viene sconfitto in doppio nella sfida persa 0-4 contro l'India e a settembre si impone in doppio nella sfida vinta 3-2 contro El Salvador. Chiude l'esperienza in Davis con un bilancio di 63 vittorie (37 in singolare e 26 in doppio) e 40 sconfitte (25 in singolare).

## Statistiche

### Doppio

#### Vittorie (3)
| Legenda              |
| Grande Slam (1)      |
| ATP Finals (0)       |
| ATP Masters 1000 (0) |
| ATP Tour 500 (0)     |
| ATP Tour 250 (2)     |

| N. | Data           | Torneo                                       | Superficie  | Compagno        | Avversari in finale            | Punteggio                     |
| 1. | 7 luglio 2012  | Torneo di Wimbledon, Londra                  | Erba        | Jonathan Marray | Robert Lindstedt Horia Tecău   | 4-6, 6-4, 7-6(5), 6(5)-7, 6-3 |
| 2. | 5 gennaio 2014 | Chennai Open, Chennai                        | Cemento     | Johan Brunström | Marin Draganja Mate Pavić      | 6-2, 4-6, [10-7]              |
| 3. | 5 maggio 2019  | Internazionali di Baviera, Monaco di Baviera | Terra rossa | Tim Pütz        | Marcelo Demoliner Divij Sharan | 6-4, 6-2                      |

#### Finali perse (3)
| Legenda              |
| Grande Slam (0)      |
| ATP Finals (0)       |
| ATP Masters 1000 (0) |
| ATP Tour 500 (0)     |
| ATP Tour 250 (3)     |

| N. | Data              | Torneo                          | Superficie  | Compagno         | Avversari in finale                  | Punteggio      |
| 1. | 23 settembre 2012 | Open de Moselle, Metz           | Cemento (i) | Johan Brunström  | Nicolas Mahut Édouard Roger-Vasselin | 6(3)-7, 4-6    |
| 2. | 12 gennaio 2013   | Auckland Open, Auckland         | Cemento     | Johan Brunström  | Colin Fleming Bruno Soares           | 6(1)-7, 6(2)-7 |
| 3. | 13 aprile 2019    | Grand Prix Hassan II, Marrakech | Terra rossa | Matwé Middelkoop | Jürgen Melzer Franko Škugor          | 4-6, 6(6)-7    |

### Tornei minori

#### Singolare

##### Vittorie (14)
| Legenda         |
| Challengers (0) |
| Futures (14)    |

| N.  | Data              | Torneo                    | Superficie    | Avversari in finale     | Punteggio             |
| 1.  | 23 novembre 2003  | Vietnam F1, Hanoi         | Cemento       | Matthew Smith           | 6-4, 7-6(5)           |
| 2.  | 13 marzo 2005     | Grat Britain F3, Bolton   | Cemento       | Mark Hilton             | 6-4, 7-6(9)           |
| 3.  | 11 settembre 2005 | Spain F23, Madrid         | Cemento       | Daniel Muñoz de la Nava | 6-4, 2-6, 7-6(4)      |
| 4.  | 16 aprile 2006    | Sweden F3, Norrköping     | Cemento       | Jasper Smit             | 6-3, 6-4              |
| 5.  | 24 giugno 2006    | Ireland F1, Limerick      | Sintetico (i) | Andis Juška             | 6-2, 6-2              |
| 6.  | 2 settembre 2006  | Italy F29, Piombino       | Cemento       | Andrej Golubev          | 6-2, 6-4              |
| 7.  | 30 marzo 2007     | Italy F7, Monterotondo    | Terra rossa   | Francesco Piccari       | 4-6, 6-4, 6-3         |
| 8.  | 13 ottobre 2007   | Great Britain F19, Jersey | Cemento       | Dawid Olejniczak        | 6-4, 6(6)-7, 6-4      |
| 9.  | 26 aprile 2009    | Korean Rep. F3, Changwon  | Cemento       | Young-Jun Kim           | 3-6, 6-3, 6-4         |
| 10. | 30 maggio 2010    | Italy F10, Cesena         | Terra rossa   | Matwé Middelkoop        | 7-5, 6(5)-7, 3-3 rit. |
| 11. | 2 marzo 2013      | Great Britain F5, Cardiff | Cemento (i)   | Edward Corrie           | 6-4, 6-2              |
| 12. | 14 giugno 2014    | Spain F13, Martos         | Cemento       | David Vega Hernández    | 6-3, 6-2              |
| 13. | 7 settembre 2014  | Great Britain F15, Londra | Cemento       | Marcus Willis           | 2-6, 6-4, 6-4         |
| 14. | 19 giugno 2016    | Spain F17, Martos         | Cemento       | Remi Boutillier         | 6-4, 6-3              |

#### Doppio

##### Vittorie (60)
| Legenda          |
| Challengers (32) |
| Futures (28)     |

| N.  | Data              | Torneo                                                | Superficie    | Compagno             | Avversari in finale                         | Punteggio              |
| 1.  | 25 gennaio 2004   | Germany F3, Oberhaching                               | Cemento       | Rasmus Norby         | Łukasz Kubot Igor Zelenay                   | 6-4, 6(6)-7, 6-0       |
| 2.  | 19 giugno 2004    | Finland F1, Savitaipale                               | Terra rossa   | Rasmus Norby         | Petr Dezort Adam Vejmelka                   | 6-3, 3-6, 6-3          |
| 3.  | 26 giugno 2004    | Finland F2, Vierumäki                                 | Terra rossa   | Rasmus Norby         | Bart Beks Rick Schalkers                    | 7-6(2), 6-3            |
| 4.  | 4 luglio 2004     | Denmark F1, Elsinore                                  | Terra rossa   | Rasmus Norby         | Johan Brunström Alexander Hartman           | 6-3, 6-3               |
| 5.  | 11 luglio 2004    | Denmark F2, Hørsholm                                  | Terra rossa   | Rasmus Norby         | Andrea Arnaboldi Nicolas Tourte             | 6-3, 6-0               |
| 6.  | 11 settembre 2005 | Spain F23, Madrid                                     | Cemento       | Rasmus Norby         | Jorge Jimenez Marcos Jimenez                | 6-2, 6-4               |
| 7.  | 8 gennaio 2006    | Germany F1, Nußloch                                   | Sintetico (i) | Rasmus Norby         | Philipp Marx Torsten Popp                   | 6-3, 7-6(3)            |
| 8.  | 19 marzo 2006     | Switzerland F3, Oberentfelden                         | Sintetico (i) | Carl-Henrik Hansen   | Giuseppe Menga Frank Moser                  | 6-2, 7-5               |
| 9.  | 1º aprile 2006    | Sweden F1, Malmö                                      | Cemento       | Rasmus Norby         | Robert Gustafsson Rickard Holmstrom         | 6-3, 6-4               |
| 10. | 9 aprile 2006     | Sweden F2, Linköping                                  | Sintetico (i) | Rasmus Norby         | Ervin Eleskovic Carl-Henrik Hansen          | 7-5, 6-4               |
| 11. | 16 aprile 2006    | Sweden F3, Norrköping                                 | Cemento       | Jasper Smit          | Ervin Eleskovic Carl-Henrik Hansen          | 6-3, 7-6(4)            |
| 12. | 24 giugno 2006    | Ireland F1, Limerick                                  | Sintetico (i) | Rasmus Norby         | Troy Hahn Brian Wilson                      | 6-2, 6-2               |
| 13. | 26 agosto 2006    | Finland F2, Helsinki                                  | Cemento       | Juho Paukku          | K.C. Corkery Robert Searle                  | 3-6, 6-4, 6-3          |
| 14. | 5 novembre 2006   | Men's Rimouski Challenger, Rimouski                   | Cemento       | Kristian Pless       | Jasper Smit Martijn van Haasteren           | 6-2, 6-4               |
| 15. | 25 novembre 2006  | Shrewsbury Challenger, Shrewsbury                     | Cemento       | Philipp Marx         | Lars Burgsmüller Miša Zverev                | 6-4, 6-4               |
| 16. | 24 marzo 2007     | Italy F6, Catania                                     | Terra rossa   | Martin Pedersen      | Alexandros Jakupovic Dusan Karol            | 6-4, 7-5               |
| 17. | 21 ottobre 2007   | Kolding Challenger, Kolding                           | Cemento       | Rasmus Norby         | Philipp Petzschner Alexander Peya           | 4-6, 6-3, [10-8]       |
| 18. | 27 ottobre 2007   | Barnstaple Challenger, Barnstaple                     | Cemento       | Aisam-ul-Haq Qureshi | Jasper Smit Martijn van Haasteren           | 6-2, 6(4)-7, [10-2]    |
| 19. | 24 novembre 2007  | Shrewsbury Challenger, Shrewsbury                     | Cemento       | Rasmus Norby         | Edward Allinson Ian Flanagan                | 6-3, 6-2               |
| 20. | 23 marzo 2008     | Sarajevo Indoors, Sarajevo                            | Cemento       | Johan Brunström      | Alexander Peya Lovro Zovko                  | 6-4, 7-6(4)            |
| 21. | 28 giugno 2008    | Ireland F2, Limerick                                  | Sintetico (i) | Michel Koning        | Nima Roshan Alberto Francis                 | 6-1, 7-6(7)            |
| 22. | 30 novembre 2008  | Toyota Challenger, Toyota                             | Cemento       | Aisam-ul-Haq Qureshi | Ti Chen Grzegorz Panfil                     | 7-5, 6-3               |
| 23. | 21 maggio 2009    | USTA LA Tennis Open, Carson                           | Cemento       | Harsh Mankad         | Carsten Ball Travis Rettenmaier             | 6-4, 6-4               |
| 24. | 26 luglio 2009    | Guzzini Challenger, Recanati                          | Cemento       | Joseph Sirianni      | Adriano Biasella Andrej Golubev             | 6-4, 3-6, [10-6]       |
| 25. | 15 novembre 2009  | Jersey International, Saint Brélade                   | Sintetico (i) | Joseph Sirianni      | Henri Kontinen Jarkko Nieminen              | 7-5, 3-6, [10-2]       |
| 26. | 24 aprile 2010    | Italy F5, Padova                                      | Terra rossa   | Federico Torresi     | Karim Maamoun Sherif Sabry                  | 7-5, 4-6, [10-8]       |
| 27. | 5 giugno 2010     | Italy F11, Bergamo                                    | Terra rossa   | Alessandro Giannessi | Stefano Ianni Matteo Volante                | 6-4, 7-6(3)            |
| 28. | 27 giugno 2010    | Netherlands F3, Rotterdam                             | Terra rossa   | Alexandre Renard     | Ivo Klec Bas Van Der Valk                   | 6-3, 6-3               |
| 29. | 1º agosto 2010    | Challenger de Granby, Granby                          | Cemento       | Joseph Sirianni      | Sanchai Ratiwatana Sonchat Ratiwatana       | 4-6, 6-4, [10-6]       |
| 30. | 14 novembre 2010  | GB Pro-Series Loughborough, Loughborough              | Cemento       | Henri Kontinen       | Jordan Kerr Ken Skupski                     | 6-2, 6-4               |
| 31. | 9 gennaio 2011    | Internationaux de Nouvelle-Calédonie, Numea           | Cemento       | Dominik Meffert      | Flavio Cipolla Simone Vagnozzi              | 7-6(4), 5-7, [10-5]    |
| 32. | 13 febbraio 2011  | Internazionali di Tennis di Bergamo, Bergamo          | Cemento       | Ken Skupski          | Michail Elgin Aleksandr Kudrjavcev          | w/o                    |
| 33. | 10 aprile 2011    | Internazionali di Monza e Brianza, Monza              | Terra rossa   | Johan Brunström      | Jamie Delgado Jonathan Marray               | 5-7, 6-2, [10-7]       |
| 34. | 31 luglio 2011    | Guzzini Challenger, Recanati                          | Cemento       | Ken Skupski          | Federico Gaio Purav Raja                    | 6-4, 7-5               |
| 35. | 7 agosto 2011     | Open Castilla y León, Segovia                         | Cemento       | Johan Brunström      | Nicolas Mahut Lovro Zovko                   | 6-2, 3-6, [10-6]       |
| 36. | 29 gennaio 2012   | Heilbronn Open, Heilbronn                             | Cemento       | Johan Brunström      | Treat Conrad Huey Dominic Inglot            | 6-3, 3-6, [10-6]       |
| 37. | 22 aprile 2012    | Chinese Taipei F2, Kaohsiung                          | Cemento       | Denis Macukevič      | An Jae-sung Kim Young-jun                   | 6-4, 6-1               |
| 38. | 27 maggio 2012    | South Korea F2, Changwon                              | Cemento       | Michael Look         | Huang Liang-chi Yi Chu-huan                 | 6-2, 6-1               |
| 39. | marzo 2014        | Switzerland F1, Taverne                               | Sintetico (i) | Jesper Brunström     | Laurynas Grigelis Henri Laaksonen           | 6-4, 7-6(4)            |
| 40. | luglio 2014       | Ireland F1, Dublino                                   | Sintetico     | Edward Corrie        | Peter Bothwell David O'Hare                 | 6-2, 7-5               |
| 41. | settembre 2014    | Great Britain F15, Londra                             | Cemento       | Joshua Ward-Hibbert  | David O'Hare Joe Salisbury                  | 6(5)-7, 6-4, [10-8]    |
| 42. | novembre 2014     | Charlottesville Men's Pro Challenger, Charlottesville | Cemento (i)   | Treat Huey           | Lewis Burton Marcus Willis                  | 3-6, 6-3, [10-2]       |
| 43. | agosto 2015       | Vancouver Open, Vancouver                             | Cemento       | Treat Huey           | Yuki Bhambri Michael Venus                  | 7-6(4), 6(3)-7, [10-5] |
| 44. | ottobre 2015      | Tiburon Challenger, Tiburon                           | Cemento       | Johan Brunström      | Carsten Ball Matt Reid                      | 7-6(2), 6-1            |
| 45. | ottobre 2015      | Fairfield Challenger, Fairfield                       | Cemento       | Johan Brunström      | Dustin Brown Carsten Ball                   | 6-3, 5-7, [10-5]       |
| 46. | novembre 2015     | Knoxville Challenger, Knoxville                       | Cemento (i)   | Johan Brunström      | Sekou Bangoura Matt Seeberger               | 6-1, 6-2               |
| 47. | gennaio 2016      | Manila Challenger, Manila                             | Cemento       | Johan Brunström      | Francis Casey Alcantara Christopher Rungkat | 6-2, 6-2               |
| 48. | giugno 2016       | Spain F18, Palma del Río                              | Cemento       | David O'Hare         | Nicolás Barrientos Jaume Pla Malfeito       | 6-4, 6-2               |
| 49. | marzo 2017        | Canada F2, Sherbrooke                                 | Cemento (i)   | Isak Arvidsson       | Miķelis Lībietis Hugo Nys                   | 6-0, 6-4               |
| 50. | aprile 2017       | Saint-Brieuc Challenger, Saint-Brieuc                 | Cemento (i)   | Andre Begemann       | David O'Hare Joe Salisbury                  | 6-3, 6-4               |
| 51. | giugno 2017       | Spain F18, Palma del Río                              | Cemento       | David O'Hare         | Adrien Bossel Matteo Viola                  | 6-1, 7-6(1)            |
| 52. | settembre 2017    | France F18, Bagnères-de-Bigorre                       | Cemento       | Edward Corrie        | Niels Lootsma Denis Matsukevitch            | 6-4, 6-2               |
| 53. | febbraio 2018     | Great Britain F2, Loughborough                        | Cemento (i)   | Harri Heliövaara     | Jack Findel-Hawkins Luke Johnson            | 6-4, 6-1               |
| 54. | marzo 2018        | Challenger de Drummondville, Drummondville            | Cemento (i)   | Joris De Loore       | Luis David Martínez Filip Peliwo            | 6-4, 6-3               |
| 55. | maggio 2018       | Seoul Open Challenger, Seul                           | Cemento       | Toshihide Matsui     | Chen Ti Yi Chu-huan                         | 6-4, 7-6(3)            |
| 56. | maggio 2018       | Loughborough Trophy, Loughborough                     | Cemento (i)   | Joe Salisbury        | Luke Bambridge Jonny O'Mara                 | 3-6, 6-3, [10-4]       |
| 57. | giugno 2018       | Nottingham Open, Nottingham                           | Erba          | Joe Salisbury        | Austin Krajicek Jeevan Nedunchezhiyan       | 7-6(5), 6-1            |
| 58. | novembre 2018     | Knoxville Challenger, Knoxville                       | Cemento (i)   | Toshihide Matsui     | Hunter Reese Tennys Sandgren                | 7-6(6), 7-5            |
| 59. | novembre 2019     | Slovak Open, Bratislava                               | Cemento (i)   | Tim Pütz             | Roman Jebavý Igor Zelenay                   | 4-6, 7-6(4), [11-9]    |
| 60. | novembre 2019     | Tali Open, Helsinki                                   | Cemento (i)   | Tim Pütz             | Tomislav Draganja Pavel Kotov               | 7-6(2), 6-0            |

## Risultati in progressione
| Sigla | Risultato               |
| ----- | ----------------------- |
| V     | Vincitore               |
| F     | Finalista               |
| SF    | Semifinalista           |
| O     | Oro olimpico            |
| A     | Argento olimpico        |
| SF    | Bronzo olimpico         |
| QF    | Quarti di Finale        |
| 4T    | Quarto turno            |
| 3T    | Terzo turno             |
| 2T    | Secondo turno           |
| 1T    | Primo turno             |
| RR    | Round Robin             |
| LQ    | Turno di qualificazione |
| A     | Assente                 |
| ND    | Non disputato           |

| Legenda superfici    |
| -------------------- |
| Cemento              |
| Terra battuta        |
| Erba                 |
| Superficie variabile |

### Singolare
| Tornei Grande Slam         |     |     |               |               |               |     |               |               |     |
| Australian Open, Melbourne | A   | A   | Q1            | A             | Q3            | 1T  | A             | A             | 0-1 |
| Open di Francia, Parigi    | A   | A   | A             | A             | Q2            | A   | A             | A             | 0-0 |
| Wimbledon, Londra          | Q3  | A   | Q1            | A             | Q2            | A   | A             | A             | 0-0 |
| US Open, New York          | A   | A   | A             | Q1            | Q1            | A   | A             | A             | 0-0 |
| Vittorie-Sconfitte         | 0-0 | 0-0 | 0-0           | 0-0           | 0-0           | 0-1 | 0-0           | 0-0           | 0-1 |
| Giochi Olimpici            |     |     |               |               |               |     |               |               |     |
| Giochi Olimpici            | ND  | A   | Non disputati | Non disputati | Non disputati | A   | Non disputati | Non disputati | 0-0 |
| Vittorie-Sconfitte         | ND  | 0-0 | Non disputati | Non disputati | Non disputati | 0-0 | Non disputati | Non disputati | 0-0 |

### Doppio
| Tornei Grande Slam         |     |     |               |               |               |     |               |               |               |               |     |     |       |
| Australian Open, Melbourne | A   | 1T  | 1T            | 2T            | A             | A   | A             | A             | 3T            | 1T            | 1T  | 2T  | 4-7   |
| Open di Francia, Parigi    | A   | A   | 2T            | 1T            | A             | 1T  | A             | A             | 3T            | QF            | 1T  | A   | 6-6   |
| Wimbledon, Londra          | Q1  | V   | 2T            | 2T            | 3T            | 1T  | A             | SF            | 3T            | ND            | A   | A   | 16-6  |
| US Open, New York          | A   | 2T  | 2T            | A             | A             | 2T  | A             | 1T            | A             | A             | 2T  | A   | 4-5   |
| Vittorie-Sconfitte         | 0-0 | 7-2 | 3-4           | 2-3           | 2-1           | 1-3 | 0-0           | 4-2           | 6-3           | 3-2           | 1-3 | 1-1 | 30-24 |
| Torneo di Fine Anno        |     |     |               |               |               |     |               |               |               |               |     |     |       |
| ATP Finals, Londra         | A   | SF  | A             | A             | A             | A   | A             | A             | A             | A             | A   | A   | 2-2   |
| Vittorie-Sconfitte         | 0-0 | 2-2 | 0-0           | 0-0           | 0-0           | 0-0 | 0-0           | 0-0           | 0-0           | 0-0           | 0-0 | 0-0 | 2-2   |
| Giochi Olimpici            |     |     |               |               |               |     |               |               |               |               |     |     |       |
| Giochi Olimpici            | ND  | A   | Non disputati | Non disputati | Non disputati | A   | Non disputati | Non disputati | Non disputati | Non disputati | A   | ND  | 0-0   |
| Vittorie-Sconfitte         | ND  | 0-0 | Non disputati | Non disputati | Non disputati | 0-0 | Non disputati | Non disputati | Non disputati | Non disputati | 0-0 | ND  | 0-0   |

### Doppio misto
| Tornei Grande Slam         |               |               |               |     |               |               |               |               |     |
| Australian Open, Melbourne | 1T            | A             | A             | A   | A             | A             | A             | A             | 0-1 |
| Open di Francia, Parigi    | 2T            | A             | A             | A   | A             | A             | 1T            | ND            | 1-2 |
| Wimbledon, Londra          | 3T            | A             | A             | A   | A             | A             | 1T            | ND            | 2-2 |
| US Open, New York          | A             | A             | A             | A   | A             | A             | A             | ND            | 0-0 |
| Vittorie-Sconfitte         | 3-3           | 0-0           | 0-0           | 0-0 | 0-0           | 0-0           | 0-2           | 0-0           | 3-5 |
| Giochi Olimpici            |               |               |               |     |               |               |               |               |     |
| Giochi Olimpici            | Non disputati | Non disputati | Non disputati | A   | Non disputati | Non disputati | Non disputati | Non disputati | 0-0 |
| Vittorie-Sconfitte         | Non disputati | Non disputati | Non disputati | 0-0 | Non disputati | Non disputati | Non disputati | Non disputati | 0-0 |